# Francisco el Matemático
Francisco el Matemático, también conocida como Francisco el Matemático: Clase 2004 para la séptima temporada, es una teleserie colombiana producida y transmitida por RCN Televisión entre mayo de 1999 y octubre de 2004. La serie gira en torno a Francisco, un joven profesor de matemáticas que debe lidiar con los problemas personales de sus alumnos de secundaria. Si bien la serie era un proyecto de investigación conjunto entre RCN y el Instituto para la Investigación Educativa y el Desarrollo Pedagógico (IDEP) de la Secretaría de Educación de Bogotá, y fue pensada además como una novela para cubrir la programación del canal, la telenovela es considerada una de las producciones más vistas de la televisión colombiana, junto con Padres e hijos. Luego de su rotundo éxito, en 2002, Pedro Damián de Televisa produce una versión que también logra tener éxito, con el título de Clase 406.
El 10 de noviembre de 2016, se confirmó que la telenovela había sido revivida en una nueva secuela. Que consta de 73 episodios y se estrenó el 13 de febrero de 2017, y concluyó el 2 de junio de 2017. Debido a los bajos índices de audiencia que tuvo la secuela, se canceló luego de que se emitieran 73 episodios.
El personaje principal de Francisco el Matemático, fue interpretado por cuatro actores, comenzando inicialmente con Luis Mesa como Francisco Restrepo, quien estuvo en la serie de 1999 a 2000. Después de él, Ricardo Vélez asumió el papel protagónico como Juan Francisco Reyes durante 2001 y 2003. En 2004, debido a los bajos índices de audiencia de la telenovela, esta se canceló, pero durante ese año se cambió el título a Francisco el Matemático: Clase 2004, y el personaje principal fue interpretado por Alejandro Martínez como Francisco Santamaría. 13 años después de la cancelación de la telenovela, Carlos Torres retomó el personaje como Francisco Quintana en una nueva secuela.

## Premisa
La historia se enfoca en una institución educativa distrital localizada en el sur de Bogotá, donde Francisco Restrepo (Luis Mesa) es contratado para ser profesor de matemáticas de noveno grado. Su ambiente de trabajo fue compartido entre estudiantes destacados, extrovertidos y rebeldes. Además de adentrarse en las situaciones privadas del profesor, la serie también se enfocaba en algunos estudiantes como Gabriela «Gaby» (Diana Ángel), Magdalena (Verónica Orozco), Elkin (Manuel José Chávez), Carlos «Caballo» (Óscar Mauricio Rodríguez), Marcela (Lina María Luna), Fernando «Fercho» (Jorge Monterrosa), Jhonatan «Jhon David» (Jacques Toukhmanian), entre otros.
Para Francisco, dictar clases en un colegio distrital se hizo complicado debido a las actitudes rebeldes de algunos estudiantes, que en algunos casos terminaban en peleas. Su carácter integral dentro de su trabajo como docente, lo convirtió en un conciliador de conflictos, por lo que con el paso del tiempo se volvería amigo de esos estudiantes. Dentro del colegio, conoció a su compañera de trabajo llamada Adriana (Alejandra Borrero) con quien harían una amistad que duraría hasta la salida de Francisco de la serie.
La serie se centró en la vida personal de una estudiante llamada Gabriela, que se caracterizaba por ser inteligente, destacada y líder de su grupo. Un hecho cambiaría su vida, al principio de la serie fue violada por un profesor de Educación Física llamado Dago (Mario Duarte). Después de este hecho, decidió tener a su hija en una edad tan dura como los 14 años. Su vida de estudiante y madre de familia lo fue asimilando paulatinamente, hasta graduarse de bachiller y continuar sus estudios de comunicación social.
Inicialmente comenzó como una miniserie de 10 capítulos emitidos cada semana los sábados, producida en convenio entre RCN Televisión y el Instituto de Educación de Bogotá (IDEP); pero debido al éxito, se decidió aumentarse a 20 capítulos, para posteriormente convertirse en 2000 en una serie de emisión diaria.
Cada temporada de la serie, fue equivalente a un año lectivo académico, es decir entre 1999 y 2001 se desarrolló la serie cuyos estudiantes cursaban noveno (Educación básica secundaria), décimo y undécimo grado (Educación media vocacional). Al graduarse la promoción de estudiantes del 2001; en 2002 la serie estuvo dividida entre: los amigos de Gabriela que habían perdido año, y debían repetir 11° en dicho año, la vida de Gabriela en la universidad, la vida en el ejército de Jhon Mario, Carlos «Caballo» y  «Fercho» que prestaron servicio militar obligatorio, y otros amigos de Gabriela que andaban indecisos con sus vidas después del colegio, en esta época se da un hecho que marca para siempre a la historia de la serie, la mejor amiga de Gabriela, Marcela, muere tras ser intoxicada en un taxi que toma apresuradamente luego de tener una acalorada discusión con Gabriela en plena calle.
Al desconocerse que la serie iba a durar varias temporadas más, su actor principal Luis Mesa salió de la serie en 2000 para trabajar en otras producciones, y fue reemplazado por el actor Ricardo Vélez bajo el nombre de Juan Francisco Reyes. Los productores decidieron mantener la esencia original de profesor integral, salvo que este dictaba clases de español y literatura, y esto no fue impedimento para que la serie se siguiera llamando Francisco El Matemático. Tras la salida de Ricardo Vélez que corrió con la misma suerte de su predecesor, el último actor en reemplazarlo hasta el final fue Alejandro Martínez con el nombre de Francisco Santamaría.
Además de los embarazos no deseados, Francisco el Matemático tocaba temas muy ligados a la juventud de hoy como: violencia intrafamiliar, la drogadicción, el alcoholismo, conflictos de pareja, prostitución y deserción escolar, temas que hoy en día siguen ocupando las primeras planas de los medios de comunicación del país. La intención de la serie fue despertar y generar conciencia sobre las problemáticas más comunes de la juventud colombiana, con el fin de que las nuevas generaciones entiendan dichas situaciones y puedan transitar por el camino correcto en sus vidas personales. En 2004 se emitió la sexta temporada, aunque no tuvo mucho éxito y decidieron cancelar la serie.

## Reparto

### Principal
El orden del elenco principal está de forma cronológica, con base al año en que llegaron a ser personajes principales. 
| Actor / Actriz     | Personaje                                     | Temporada                            | Temporada    | Temporada                   | Temporada    | Temporada    | Temporada          | Temporada |
| Actor / Actriz     | Personaje                                     | 1ª (1999)                            | 2ª (2000)    | 3ª (2001)                   | 4ª (2002)    | 5ª (2003)    | 6ª (2004)          |           |
| ------------------ | --------------------------------------------- | ------------------------------------ | ------------ | --------------------------- | ------------ | ------------ | ------------------ | --------- |
| Luis Mesa          | Francisco Restrepo Molina                     | Protagonista                         | Protagonista |                             |              |              |                    |           |
| Alejandra Borrero  | Adriana Pineda                                | Protagonista hasta el Episodio 19/T1 |              |                             |              |              |                    |           |
| Carolina Cuervo    | Ana María Londoño                             | Protagonista desde episodio 20/T1.   | Secundario   | Salió en el episodio 46/T3. |              |              |                    |           |
| Katherine Vélez    | Ángela Suárez                                 |                                      | Protagonista |                             |              |              |                    |           |
| Ricardo Vélez      | Juan Francisco Reyes (Antes Santiago Cadavid) |                                      |              | Protagonista                | Protagonista | Protagonista | Actuación Especial |           |
| Noëlle Schonwald   | Carmen López                                  |                                      |              | Protagonista                | Secundario   | Secundario   | Secundario         |           |
| Diana Ángel        | Gabriela Chávez                               | Secundario                           | Secundario   | Secundario                  | Protagonista | Protagonista | Secundario         |           |
| Alejandro Martínez | Francisco Santamaría                          |                                      |              |                             |              |              | Protagonista       |           |
| Erika Vélez        | María Paula Ramírez                           |                                      |              |                             |              |              | Protagonista       |           |

### Secundario
En esta tabla se encuentra el elenco secundario que permaneció más de dos Temporadas en el programa. Está en orden alfabético.
Los début están con base al número de la versión internacional.
     El personaje apareció permanentemente durante esa temporada.
     El personaje tuvo apariciones esporádicas en la temporada.
     El personaje no apareció durante esa temporada.
     El personaje debutó en el principio de la temporada.
     El personaje debutó en la mitad de la temporada.
     El personaje debutó en la parte final de la temporada.
     El personaje salió de la serie a principios de temporada.
     El personaje salió de la serie en la mitad de la temporada.
     El personaje salió de la serie al final de la temporada.
     El personaje tuvo alguna aparición especial, temporadas antes de formar parte del elenco recurrente.
     El personaje tuvo alguna aparición especial,después de haber salido de la serie en alguna temporada anterior.
     El personaje se reintegró permanentemente, después de haber salido de la serie en alguna temporada anterior
| Actor / Actriz                    | Personaje                                                                     | Temporada | Temporada | Temporada                            | Temporada                            | Temporada                           | Temporada | Temporada |  |
| Actor / Actriz                    | Personaje                                                                     | 1ª (1999) | 2ª (2000) | 3ª (2001)                            | 4ª (2002)                            | 5ª (2003)                           | 6ª (2004) | 7ª (2017) |  |
| --------------------------------- | ----------------------------------------------------------------------------- | --------- | --------- | ------------------------------------ | ------------------------------------ | ----------------------------------- | --------- | --------- |  |
| Adriana Arango                    | Eugenia Gnecco                                                                |           |           | Debut Ep 123/T3(257 del Total)       |                                      |                                     |           |           |  |
| Adriana Franco                    | Doña Martha Ortiz (Madre de Daisy)                                            |           |           |                                      |                                      |                                     |           |           |  |
| Adriana Roa                       | Maruja Viuda de Cadavid (Mamá de Juan Francisco)                              |           |           | Debut EP 122/T3(256del total)        |                                      |                                     |           |           |  |
| Aída Bossa                        | Luna Alarcón                                                                  |           |           | Debut Ep 136/T3(270 del Total)       |                                      |                                     |           |           |  |
| Alberto Saavedra                  | Concejal Rafael de Caro                                                       |           |           | Debut Ep 80/T3(214 del Total)        |                                      |                                     |           |           |  |
| Alberto Valdiri †                 | Ernesto Ordóñez (Padre de Freddy)                                             |           |           | Debut Ep 86/T3(220 TOTAL)            |                                      |                                     |           |           |  |
| Alejo Correa                      | Jaider Villa Morales                                                          |           |           |                                      | Debut EP 137/T4(492 DEL total)       |                                     |           |           |  |
| Ana María Aguilera                | Johana Escobar Martínez                                                       |           |           | Debut EP 27/T3(161DEL total)         |                                      |                                     |           |           |  |
| Ana María Arango                  | Doña Matilde Vda. de López (Madre de Carmen)                                  |           |           | Debut Ep 58 /T3(192 del Total)       |                                      |                                     |           |           |  |
| Andrea Gómez                      | Daisy Carolina Pérez Ortiz                                                    |           |           |                                      |                                      |                                     |           |           |  |
| Andrés Juan                       | Antonio Ignacio "Chacho" Mendoza Cuervo                                       |           |           | Salió en el EP 175/T3(309 del total) |                                      |                                     |           |           |  |
| Andrés Martínez                   | William Restrepo (Papá de Jason Steve)                                        |           |           |                                      | Debut EP 167/T4 (522 del total)      |                                     |           |           |  |
| Angélica Betancourt               | Lida Katherine Martínez                                                       |           |           |                                      | Debut EP 167/T4 (522 del total)      |                                     |           |           |  |
| Argemiro Castiblanco              | Lizandro Amaya (Papá de María José)                                           |           |           |                                      | Debut EP 100/T4 (455 del total)      |                                     |           |           |  |
| Árturo Álvarez                    | Giovany Cotrina                                                               |           |           |                                      |                                      |                                     |           |           |  |
| Beatriz Roldán                    | Doña María Fernanda Casas de Mejía (Madre de Marcela)                         |           |           |                                      |                                      |                                     |           |           |  |
| Carla Giraldo                     | Tatiana Samper                                                                |           |           | Salió en el EP 137/T3(271 del total) |                                      | Reaparece en EP 13 T5/555 del Total |           |           |  |
| Carlos Arbeláez                   | Don Gerardo                                                                   |           |           |                                      | Debut EP 181/T4 (536 del total)      |                                     |           |           |  |
| Carlos Marín                      | Beto                                                                          |           |           |                                      |                                      |                                     |           |           |  |
| Carmenza Cossio                   | Patricia de Arango (Madre de Clara)                                           |           |           | Debut Ep 91/T3(225 del Total)        |                                      |                                     |           |           |  |
| Catalina Londoño                  | Juliana "Melissa" Useche                                                      |           |           |                                      | Debut EP 32 T4/387 del total         |                                     |           |           |  |
| Celmira Luzardo †                 | Dora Catalina Ángel de Samper (Secretaria de Don Ezequiel y Madre de Tatiana) |           |           |                                      |                                      |                                     |           |           |  |
| Claudia de Hoyos                  | Catalina Ortiz (Madre de Jason Steve)                                         |           |           |                                      | Debut EP 166/T4 (521del total)       |                                     |           |           |  |
| Constanza Gutiérrez               | Lucila de Ordoñez (Madre de Freddy)                                           |           |           | Debut Ep 86/T3(220 TOTAL)            |                                      |                                     |           |           |  |
| Cristian Ruiz                     | Jason Steve Restrepo Ortiz                                                    |           |           |                                      | Debut EP 167/T4 (522 del total)      |                                     |           |           |  |
| Christian Torres                  | Harrison Lucena                                                               |           |           | Reingresa en 136/T3(270 del Total)   |                                      |                                     |           |           |  |
| Daniel Arenas                     | Hans Ackerman (Antes Tibaluisa)                                               |           |           |                                      | Debut EP 167/T4 (522 del total)      |                                     |           |           |  |
| Daniel Rodríguez                  | Daniel Beltrán (Hermano menor de Byron)                                       |           |           |                                      | Debut EP 24/T4 (379 del total)       |                                     |           |           |  |
| Daniela Medina                    | Eliana                                                                        |           |           |                                      |                                      | Debut EP 2/T5(544 del total)        |           |           |  |
| Diego Hernández Camargo           | Julio Hernán Contreras                                                        |           |           |                                      |                                      | Debut EP 2/T5(544 del total)        |           |           |  |
| Erika Glasser                     | María José Amaya Linares (Hija de Carlina)                                    |           |           |                                      | Debut EP 81 T4/437 del total         |                                     |           |           |  |
| Edwin Herrera                     | Carlos Eduardo "Carlangas" López                                              |           |           |                                      |                                      | Debut EP 2/T5(544 del total)        |           |           |  |
| Gastón Velandia                   | Duberney Alfonso Niño Infante (Padrastro de Magdalena)                        |           |           |                                      |                                      |                                     |           |           |  |
| Germán Tóvar                      | Don Pedro Rojas (Tendero)                                                     |           |           |                                      |                                      |                                     |           |           |  |
| Hugo Gómez                        | Sargento Mayor(R) del Ejército Adolfo Ubaque (Papá de Margarita)              |           |           | Debut EP 217/T3(351 del total)       | Sale Ep 90/T4(445 del total)         |                                     |           |           |  |
| Herbert King †                    | Octavio Tobón (Padre de Xiomara)                                              |           |           |                                      |                                      | Debut EP 20/T5(562 del total)       |           |           |  |
| Jacques Toukhmanian               | Jhonatan David 'Jhon David' Rodríguez Suárez                                  |           |           |                                      |                                      |                                     |           |           |  |
| Jaime Varela                      | Boris Beltrán (Papá de Byron)                                                 |           |           | Debut EP 213/T3(347 del total)       |                                      |                                     |           |           |  |
| Jairo Soto                        | Noé Bastos ( Papá de Javier Orlando)                                          |           |           |                                      |                                      | Debut EP 84/T5(626 del total)       |           |           |  |
| Jennifer Leibovici                | Sonia Patiño                                                                  |           |           |                                      |                                      |                                     |           |           |  |
| Jenny Blandón                     | Leidy                                                                         |           |           |                                      | Debut EP 44 T4/399 del total         | Salió en el EP 58T5/600 del total   |           |           |  |
| Jimena Hoyos                      | Mariana de Mendoza                                                            |           |           | Salió en el EP 175/T3(309 del total) |                                      |                                     |           |           |  |
| John Álex Toro                    | Jhon Mario 'El Gato' Fernández                                                |           |           | Debut EP 32 T3/166 del total         |                                      |                                     |           |           |  |
| John Jairo Jaimes                 | Alexander 'Gacela' Escobar Martínez                                           |           |           | Debut EP 1/T3(135 del total)         |                                      |                                     |           |           |  |
| John Mirque                       | Javier Orlando Bastos Torres                                                  |           |           |                                      |                                      | Debut EP 2/T5(544 del total)        |           |           |  |
| Jorge Monterrosa                  | Fernando 'Fercho' Lucena                                                      |           |           |                                      |                                      |                                     |           |           |  |
| Juan Carlos Mateus                | Juan Pablo "JuanPis" Silva                                                    |           |           | Salió en el EP 20/T3(154 del total)  |                                      |                                     |           |           |  |
| Juan Luis Abisambra               | Tomás 1                                                                       |           |           |                                      |                                      |                                     |           |           |  |
| Juan Pablo Posada                 | Carlos Camilo 'El Chuli' Patiño                                               |           |           | Debut EP 28/T3(162 del total)        |                                      |                                     |           |           |  |
| Julio Echeverry                   | Ramón Escobar (Padre de Alex y Johana)                                        |           |           | Debut EP 27/T3(161 del total)        |                                      |                                     |           |           |  |
| Julián Román                      | Byron Beltrán                                                                 |           |           | Debut EP 202/T3(336 del total)       |                                      |                                     |           |           |  |
| Katty Rangel                      | Mariela 'Pancerotti' Paredes                                                  |           |           | Debut EP 203/T3(336 del total)       |                                      |                                     |           |           |  |
| Laura Hernández Camargo           | Clara (amiga de Xiomara)                                                      |           |           |                                      |                                      | Debut EP 2/T5(544 del total)        |           |           |  |
| Leonor Arango                     | Carlina Linares                                                               |           |           | Actuación Especial Ep 184-194 /T3    | Debut EP 70/T4 (425 del total)       |                                     |           |           |  |
| Lina María Luna                   | Marcela Mejía Casas †                                                         |           |           | Salió en el EP 176/T3(310del total)  |                                      |                                     |           |           |  |
| Lucas Velázquez                   | Marcos Galindo                                                                |           |           |                                      | Debut EP 10/T4(365 del total)        |                                     |           |           |  |
| Luces Velásquez                   | Marlen (Madre de Magdalena)                                                   |           |           |                                      |                                      |                                     |           |           |  |
| Luis Fernando Hoyos               | David Nieto                                                                   |           |           | Debut EP 205/T3(339 del total)       |                                      |                                     |           |           |  |
| Luis Fernando Salas               | Víctor Mauricio Varela                                                        |           |           | Debut EP 182/T3(316 del total)       |                                      | Sale EP 36/T5(578 del total)f       |           |           |  |
| Luisa Fernanda Giraldo            | Rosario de Beltrán (Mamá de Byron)                                            |           |           | Debut EP 213/T3(347 del total)       |                                      |                                     |           |           |  |
| Luis Tamayo                       | Eusebio Lucena (Papá de Fercho)                                               |           |           | Debut EP 136/T3(270del total)        | Sale EP 164/T4(519 del total)        |                                     |           |           |  |
| Luz Mary Arias                    | Yaneth(Empleada de David y Mamá de Leidy)                                     |           |           |                                      | Debut EP 147/T4(502 del total)       | Salió en el EP 58T5/600 del total   |           |           |  |
| Manuel Sarmiento                  | Alejandro Domínguez 'Jerre Jerre'                                             |           |           | Debut EP 203/T3(336 del total)       |                                      |                                     |           |           |  |
| Marcela Benjumea                  | Sargento Viceprimero del Ejército Margarita Ubaque                            |           |           | Debut EP 185/T3(319 del total)       | Sale Ep 90/T4(445 del total)         |                                     |           |           |  |
| María Camila Devia                | Xiomara Tobón                                                                 |           |           |                                      | Debut EP 168/T4 (523 del total)      |                                     |           |           |  |
| María Luisa Rey                   | Valeria Cadavid (Hermana de Juan Francisco)                                   |           |           | Debut EP 2/T3(136DEL total)          |                                      |                                     |           |           |  |
| María del Pilar Londoño           | Sandra Paola Rodríguez Suárez                                                 |           |           |                                      | Reaparece en EP 100 T2/455 del Total |                                     |           |           |  |
| María Fernanda Tapias             | Diana Loaiza                                                                  |           |           |                                      |                                      |                                     |           |           |  |
| Martha Isabel Bolaños             | Catalina Mendoza                                                              |           |           |                                      |                                      |                                     |           |           |  |
| Martha Silva                      | Cecilia Chávez (Madre de Gabriela)                                            |           |           |                                      |                                      |                                     |           |           |  |
| Mauricio Figueroa                 | Don Ezequiel Cuervo Contreras                                                 |           |           |                                      |                                      |                                     |           |           |  |
| Mile Vergara                      | Clara Inés "Clarita" Oñate (Secretaria de Don Ezequiel)                       |           |           |                                      |                                      |                                     |           |           |  |
| Mónica Lopera                     | Clara Arango                                                                  |           |           |                                      |                                      | Salió en el EP 16/T5(558 del total) |           |           |  |
| Óscar Dueñas                      | Freddy Ordóñez                                                                |           |           |                                      |                                      |                                     |           |           |  |
| Óscar Mauricio Rodríguez          | Carlos 'Caballo' Gutiérrez                                                    |           |           |                                      |                                      |                                     |           |           |  |
| Roberto Cano                      | Douglas Gustavo Cifuentes Fuentes                                             |           |           |                                      |                                      |                                     |           |           |  |
| Rocío Mora                        | Doña Eulalia (Mamá de Jaider y Casera de Fercho)                              |           |           |                                      | Debut Ep 94/T4(449 del Total)        |                                     |           |           |  |
| Sandra Mónica Cubillos            | Rosaura (Mamá de Jhon Mario)                                                  |           |           | Début EP 45T3/180 del total          |                                      |                                     |           |           |  |
| Sargento del Ejército Henry Dulce | Primero Bonilla                                                               |           |           | Debut EP 176/T3(310del total)        | Salió en el EP 94/(449 del total)    |                                     |           |           |  |
| Sergio Vélez                      | Manuel Samper (Papá de Tatiana)                                               |           |           | Salió en el EP 201/T3(335 del total) |                                      |                                     |           |           |  |
| Sofía Silva                       | Juana García Chávez (Hija de Gabriela)                                        |           |           |                                      |                                      |                                     |           |           |  |
| Variel Sánchez                    | Bryan Camilo Rodríguez Suárez                                                 |           |           |                                      |                                      |                                     |           |           |  |
| Variel Sánchez                    | Jhonatan Davíd Rodríguez Suárez (Niño-Flashback)                              |           |           |                                      |                                      |                                     |           |           |  |
| Verónica Orozco                   | Magdalena Rivera                                                              |           |           | Invitada EP 175(309 total)           |                                      |                                     |           |           |  |

### Personajes Recurrentes de Cada Temporada
Son personajes que sólo estuvieron una temporada El # de capítulos es basado en Versión Internacional

#### Primera Temporada (1999)
| Actor/Actriz           | Personaje              | Descripción                                          |
| ---------------------- | ---------------------- | ---------------------------------------------------- |
| Alberto Pujol          | Gonzalo Acero          | Exesposo de Adriana                                  |
| Alcira Gil             | Esperanza              | Docente de Primara del Jimmy Carter                  |
| Andrés Felipe Martínez | Jorge Pérez            | Tío de Daisy                                         |
| Blanca Ligia Franco    |                        | Abuela de "El Caballo"                               |
| Carlos Alberto Ramírez | Hugo Salcedo †         | Estudiante del Jimmy Carter y mejor amigo de Caballo |
| Henry Pérez            | Comandante Callejas    | Comandante de la Policía                             |
| Hermes Camelo          | Pedro Salcedo          | Papá de Hugo                                         |
| Germán Castelblanco    | Fernando Gaitán        | Prestamista del Barrio El Paraíso                    |
| Jorge Armando Soto     | Alejandro Acero Pineda | Hijo de Adriana y Gonzalo                            |
| Julio Escallón         | Santiago               | Amigo de Ana María                                   |
| Manuel José Chaves     | Elkin Ospina           | Estudiante del Jimmy Carter                          |
| María Cristina Montoya | Señora de Salcedo      | Mamá de Hugo                                         |
| Mario Duarte           | Dago García            | Profesor de Ed. Física que abusó de Gabriela         |
| Rafael Bohórquez       | Alberto Ospina         | Padre de Elkin                                       |
| Tita Duarte            | Elvira de Ospina       | Madre de Elkin                                       |

#### Segunda Temporada (2000)
| Actor/Actriz      | Personaje             | Descripción              |
| ----------------- | --------------------- | ------------------------ |
| David Santa       | Wilson                | Amigo de Bryan           |
| Fabio Rubiano     | Juan Esteban Sanpedro | Psicólogo del colegio    |
| Lincoln Palomeque | Ignacio               | Novio de Magdalena       |
| Pablo Escola      | Gustavo Vivanco       | Novio de Clarita         |
| Pierre Pimont     | Mario Sampedro        | Hijo de Juan Esteban     |
| Tania Fálquez     | Silvia                | Jefe y novia de Jhonatan |

#### Tercera Temporada (2001)
| Actor/Actriz       | Personaje                  | Descripción                            | Ep      |
| ------------------ | -------------------------- | -------------------------------------- | ------- |
| Alexander Palacios | Jairo Corchuelo 'El Limón' | Jefe Pandilla y Traficante de Drogas   | 32-134  |
| Andrés Ruiz        | Manolo Eduardo Carbonell   | Director de la disquera Banana Records | 60-207  |
| Diego Vivanco      | Andrés Barragán            | Jefe de Mariana y exnovio              | 45- 170 |
| Edison Polo        | Jesús "Chucho" Zipatoca    | Amigo de Jhon Mario                    | 32-171  |
| Juan Pablo Obregón | Andrés Juan                | Amigo del Chuli                        | 28-134  |
| Leonardo Ramírez   | Emilio Santander           | Manager de John David                  | 139-207 |
| Richard Martínez   | Jorge "Tortuga"            | Amigo de Jhon Mario                    | 32-171  |

#### Cuarta Temporada (2002)
| Actor/Actriz            | Personaje                  | Rol                                                      | EP      |
| ----------------------- | -------------------------- | -------------------------------------------------------- | ------- |
| Alberto León Jaramillo  | Arturo "Arturito" Sandoval | Director de deportes en la revista y Jefe de Clara       | 77-156  |
| Edward López            |                            | Panadero, amigo de Johnatan                              | 2-80    |
| Felipe Vallejo          | Tomás "El Mechudo"         | Estudiante de grado 11°                                  |         |
| Jairo Soto              | Don Jairo                  | Jefe de Johnatan en la panadería                         | 15-80   |
| Javier Rodríguez        | Jorge Serna Rodríguez      | Soldado, amigo de John Mario                             | 34-94   |
| Joanna Blandón          | Myriam                     | Hija de Doña Martina                                     | 44-120  |
| Johanna Caicedo         | Viviana                    | Asistente de David en la revista                         | 70-161  |
| Juan Sebastián Caicedo  | Wilmer Otero               | Reportero de la revista de David Nieto                   | 77-156  |
| Luis Fernando Bohórquez | Juan Fernando Arango       | Primo de Clara                                           | 24-154  |
| Juan David Restrepo     | Alias Querubin             | Miembro de la pandilla del Chaleco                       | 101-161 |
| Margoth Velásquez       | Doña Martina               | Vecina de la mamá de Leidy, que luego se robó a la niña. | 44-120  |
| Roberto Montoya         | Alias Chaleco              | Jefe de la pandilla donde estaba Juliana                 | 101-161 |
| Sandra Zuluaga          | Lisa Vásquez               | Psicóloga del batallón,amiga de Margarita                | 1-90    |

#### Quinta Temporada (2003)
| Actor/Actriz            | Personaje          | Rol                                  | EP |
| ----------------------- | ------------------ | ------------------------------------ | -- |
| Carolina Ramírez        | Silvia Posada      | Compañera de Fredy en la universidad | 65 |
| Deiver Garzón           | Pablo César Useche |                                      |    |
| Joanna Blandón          | Alexandra          |                                      |    |
| Juan Sebastián Quintero | Cristian Useche    |                                      |    |
| Laura Perico            | Danae 'La Mutante' |                                      |    |
| Rafael Bohórquez        | Antonio Useche     |                                      |    |
| Yesenia Valencia        | Alicia Martínez    | Mamá de Johana y Alex                | 63 |
| Ximena Córdoba          | Alba Lucía Suárez  |                                      | 2- |

#### Sexta Temporada (2004)
En sus primeras fechas se llamó Francisco: Clase 2004, pero a los pocos meses retomó su nombre original.
| Actor/Actriz           | Personaje               | Rol                                                     |
| ---------------------- | ----------------------- | ------------------------------------------------------- |
| Ana María Abello       | Mariana Sáenz           | Hermana de Daniel y enamorada de Byron                  |
| Consuelo Luzardo       | Leonor de Ramírez       | Madre de María Paula                                    |
| Carolina Acevedo       | Laura                   | Psicóloga y exnovia de Francisco.                       |
| Juan Diego Vanegas     | Tomás 2                 |                                                         |
| Juan Pablo Llano       | Manuel Mejía            | Asistente de José Santamaría                            |
| Julio César Herrera    | Samuel Obregón          | Profesor del Jimmy Carter                               |
| Luis Eduardo Arango    | José Santamaría         | Tío de Francisco y gerente de la concesión del colegio. |
| Juan Alejandro Gaviria | Daniel Sáenz            |                                                         |
| Nataly López           | Camila                  | Amiga de Daniel y Nicolás                               |
| Santiago Bejarano      | Doctor Antonio Espinosa | Antiguo novio de Rosario de Beltrán                     |
| Sebastián Rendón       | Nicolás                 | Mejor amigo de Daniel                                   |

### Actuaciones Especiales
Personajes menores que actuaron esporádicamente durante una temporada específica
| Temp | Actor/Actriz          | Personaje                      | Descripción                                                                  | #EP en Temp    |
| ---- | --------------------- | ------------------------------ | ---------------------------------------------------------------------------- | -------------- |
| 1    | Daniel Botero         | Édgar "Caramelo"               | Niño de la calle, que entra al colegio                                       | 25-30          |
| 1    | Fernando Arango       | Alias Jimmy                    | Jíbaro                                                                       | N/D            |
| 1    | Sebastián Sánchez     | Dylan                          | Tratante de blancas                                                          | 11-14          |
| 1    | Nicolás Montero       | Fiscal Miguel Valencia         | Cameo con EL FISCAL                                                          | 22             |
| 1    | Víctor Hugo Cabrera   | Rojas                          | Cameo con El Fiscal                                                          | 22             |
| 2    | Carmenza Gómez        |                                | Madre de Ana María                                                           | N/D            |
| 2    | Guillermo Villa       | Don Efraín                     | Dueño de las panaderías                                                      | N/D            |
| 2    | Humberto Dorado       | Rodolfo Londoño                | Padre de Ana María                                                           | N/D            |
| 2    | María Fernanda Tapias | Ella misma                     | Amiga de Tatiana                                                             | N/D            |
| 2    | Valentina Acosta      | Silvia Alejandra Pizarro Nieto | Amiga de Tatiana                                                             | N/D            |
| 2    | Vanessa Blandón       | Rita                           | Novia de Bryan                                                               | N/D            |
| 2-4  | Francisco Pérez       | Agente Acevedo                 |                                                                              | N/D            |
| 3    | Ani Aristizábal       | Alias "La Gitana"              | Reclusa en los calabozos junto a Daysy.                                      | 21-26          |
| 3    | Argemiro Castiblanco  | Don Argemiro                   | Dueño de la pensión donde se hospedan Luna y Don Eusebio al llegar a Bogotá. | 138-140        |
| 3    | Astrid Junguito       | María Elvira Martínez          | Mamá biológica de Fredy                                                      | 120-197        |
| 3    | Bárbara Perea         | Doña Mabel Maldonado           | Casera donde vive Fredy                                                      | 97-108         |
| 3    | Carlos Nocetti        | Hugo Huertas                   | Amigo de Víctor                                                              | 182-221        |
| 3    | Carmenza González     | Doña Carmela Díaz              | Administradora del edificio donde vivieron Carmen y Juan Francisco.          | 1-80           |
| 3    | Carol Fray Otero      | Leonor Vega                    | Líder juvenil Barrio el Paraíso                                              | 38-96          |
| 3    | César Vargas          |                                | Rector del Colegio Santa Juana del Norte                                     | 28-35          |
| 3    | Cristina Campuzano    | Carolina Pérez                 | Orientadora Vocacional                                                       | 97-100         |
| 3    | Daniel Rocha          | Don Chepe                      | Dueño de la carpintería donde trabaja Fredy                                  | 97-107         |
| 3    | Gustavo Ángel         | Andrés Guevara                 | Director de la correccional donde estuvo Daysy.                              | 26-45          |
| 3    | Héctor Chiquillo      | Pedro Rendón                   | Líder juvenil Barrio el Paraíso                                              | 38-96          |
| 3    | Heidy Bermúdez        |                                | Ladrona que atraca a Johnatan, Caballo y Fercho                              | 70-73          |
| 3    | Herbert King          | Álvaro Miranda                 | Alcalde menor localidad de Kennedy                                           | 70-73          |
| 3    | Iván Demmer           | Mario Sánchez López            | Primo de Carmen y abogado de Juan Francisco                                  | 77-93          |
| 3    | Johnatan Cabrera      | Mauricio                       | Líder social del Ciudad Bolívar                                              | 98-103         |
| 3    | Juan Felipe Rosero    | Felipe                         | Amigo del Chuli                                                              | 28-170         |
| 3    | Julio del Mar         | Roberto Cadavid                | Papá de Juan Francisco y Valeria                                             | 28-31          |
| 3    | Lissa Girard          | Ana                            | Francesa que fue affaire de Johnatan en Santa Marta                          | 181-198        |
| 3    | Leonor Arango         | Doña Carlina Linares Parra     | Rectora de Colegio Las Marías                                                | 184-194        |
| 3    | Martha Liliana Ruiz   | Claudia de García              | Mamá de Mariana                                                              | 100- 175       |
| 3    | María Adelaida Puerta | Aurora                         | Reclusa de la correccional.                                                  | 27-45          |
| 3    | Martina García        | Antonia Cifuentes              | Reclusa de la correccional.                                                  | 27-45          |
| 3    | Miguel Ángel Giraldo  | Sergio Loaiza                  | Papá de Diana                                                                | 77-93          |
| 3    | Mórtimer Marañón      | Gerardo Fernández              | Papá de Jhon Mario                                                           | 45-130         |
| 3    | Octavio Lozada        | Profesor Bernal                | Profesor Educación Física Colegio Santa Juana del Norte                      | 27-35          |
| 3    | Paola Charry          | María Luisa Medellín           | Psicóloga de la correccional.                                                | 26-45          |
| 3    | Pirry                 | César                          | Novio de Antonia                                                             | 35-40          |
| 3-4  | Rafael Martínez       |                                | Abogado de Diana, Dora y Gerardo Patiño                                      | 90-201         |
| 3    | Rodrigo Candamil      | Ramiro                         | Compañero de trabajo y amigo del Chuli                                       | 174-200        |
| 3    | Sandra Beltrán        | Lina                           | Amiga de Sofía                                                               | 183-195        |
| 3    | Santiago Soto         | Gerardo Patiño                 | Papá del Chuli                                                               | 126-197        |
| 3    | Tito Gálvez           | Alberto Gálvez                 | Productor de Banana Récords                                                  | 141-207        |
| 3    | Valentina López       | Sofía                          | Hermana media de Freddy                                                      | 183-197        |
| 3    | Yolanda Ramírez       | Alias "Mechas"                 | Reclusa en los calabozos junto a Daysy.                                      | 21-26          |
| 4    | Betty Sánchez         | Doña Engrasia                  | Esposa de Don Edgar                                                          | 44-73          |
| 4    | Daniel Galeano        | Bernardo                       | Director Alcohólicos Anónimos                                                |                |
|      |                       |                                |                                                                              |                |
| 3-4  | Diego Pardo           | Guillermo                      | Exnovio de Margarita Ubaque                                                  | 221(T3)-32(T4) |
| 4    | Daniel Galeano        | Bernardo                       | Director de Alcohólicos Anónimos                                             |                |
| 4    | Edison Polo           | Jesús "Chucho" Zipatoca        | Amigo de Jhon Mario                                                          | 134-156        |
| 4    | Edward Alfaro         | Vicente                        | Ladrón del barrio                                                            | 165-170        |
| 4    | Gary Forero           | Roberto Jiménez                | Líder de barra bravas que lisió a Abel                                       | 144-160        |
| 4    | Humberto Arango       | Juliao                         | Dueño del Estudio XXX donde se roban los equipos del Canal Arcoíris          | 129-141        |
| 4    | Inés Prieto           | Doña Yolanda Graciela          | Presidente Asociación Padres de Familia del Jimmy Carter                     | 59-63          |
| 4    | Jesús Monterrosa      | Ericson "El Ferry" Ramírez     | Hijo de Don Édgar                                                            | 44-73          |
| 4    | Lucas Zapata          | "El Paisa"                     | Amigo de Marcos en Quindío                                                   | 169-175        |
| 4    | Norma García          | Adela de Caro                  | Esposa de Rafael de Caro                                                     | 103-107        |
| 4    | Katherine Ríos        | Natalia                        | Amante del Chuli , y amiga de Sonia Patiño                                   | 90-136         |
| 4    | Manolo Cruz           | Abel                           | Miembro barra brava, lisiado por Roberto                                     | 145-160        |
| 4    | Óscar Borda           | Edgar Ramírez                  | Desplazado que llega al Jimmy Carter                                         | 44-73          |
| 4    | Manuel Búsquets       |                                | Rector del Colegio Saint Paul                                                | 59-65          |
| 4    | Richard Martínez      | Jorge "Tortuga"                | Amigo de Jhon Mario                                                          | 94 y 130       |
| 4    | Rodrigo Rusinque      | Javier                         | Jugador Profesional de Ajedrez                                               | 120-130        |
| 4-5  | Diego Camacho         | Alfonso Cifuentes              | Inspector del Ministerio de Educación                                        |                |
| 5    | Marcela Posada        | Natalia Vanegas                | Modelo conferencista                                                         | 23             |
| 6    | Manuel José Cháves    | Elkin Ospina                   | Actuación especial Último Episodio                                           | 82             |

### Invitados Especiales
Celebridades o personajes , durante uno o varios episodios. Está en orden alfabético.
| Nombre                      | Profesión                                 | País origen | Temporada | # Episodio en temporada |
| --------------------------- | ----------------------------------------- | ----------- | --------- | ----------------------- |
| Alejandro Lerner            | Cantante                                  | Argentina   | 3         | 42-46; 152-157          |
| Alejandro Villalobos        | Locutor Radial                            | Colombia    | 3         | 158                     |
| Alirio López                | Sacerdote y Director Goles en Paz         | Colombia    | 4         | 136-160                 |
| Bacilos                     | Grupo musical                             | Colombia    | 5         | 67                      |
| Claudia Bahamón             | Modelo y presentadora                     | Colombia    | 3         | 158-173                 |
| Claudia Gurisatti           | Periodista                                | Colombia    | 3         | 106                     |
| Coro Clara Luna             | Grupo infantil de música                  | Colombia    | 4         | 155-156                 |
| Esteban Barrios             | Arreglista musical                        | Colombia    | 3         | 141-150                 |
| Fernando "El Pecoso" Castro | Técnico de Fútbol y Exfutbolista          | Colombia    | 3         | 89                      |
| Fernando Gaitán             | Guionista                                 | Colombia    | 6         | 82                      |
| Giovanni López              | Diseñador                                 | Colombia    | 3         | 135                     |
| Grupo Mp4                   | Grupo musical                             | Colombia    | 3         | 141-152                 |
| Iván Villazón               | Cantante                                  | Colombia    | 3         | 158                     |
| Juan Fernando Velasco       | Cantante                                  | Ecuador     | 4         | 139                     |
| Julio Nava                  | Cantante                                  | Colombia    | 3         | 105-106                 |
| Los Alfa 8                  | Orquesta de música tropical               | Colombia    | 3         | 106                     |
| Los Alfa 8                  | Orquesta de música tropical               | Colombia    | 4         | 34-36                   |
| Los Elefantes               | Banda de Ska                              | Colombia    | 4         | 138                     |
| Luis Carlos Mejía           | Patinador Profesional                     | Colombia    | 3         | 211-212                 |
| Luis Francisco Bustamante   | Representante Asociación Minga            | Colombia    | 3         | 138-150                 |
| Luisa Fernanda W            | Youtuber                                  | Colombia    | 7         | 16-20                   |
| Manuel Elkin Patarroyo      | Inmunólogo                                | Colombia    | 6         | 82                      |
| Marbelle                    | Cantante                                  | Colombia    | 2         | 30                      |
| Marcelo Cezán               | Actor y presentador                       | Colombia    | 2         | 30                      |
| María Isabel Urrutia        | Atleta                                    | Colombia    | 6         | 82                      |
| Marilyn Oquendo             | Instagramer                               | Colombia    | 7         | 19-20                   |
| Mario Ruiz                  | Youtuber                                  | Colombia    | 7         | 19-20                   |
| Maripaz Jaramillo           | Artista plástica                          | Colombia    | 6         | 82                      |
| Mike Bahía                  | Cantante                                  | Colombia    | 7         | 15,17                   |
| Raquel Sofía Amaya          | Funcionara Red de Solidaridad de Colombia | Colombia    | 4         | 48-73                   |
| Sandra Liliana Sánchez      | Líder juvenil Ciudad Bolívar-Bogotá       | Colombia    | 3         | 45-103                  |
| Santiago Rodríguez          | Presentador                               | Colombia    | 3         | 207                     |
| Tino Asprilla               | Futbolista                                | Colombia    | 4         | 92                      |

## Premios y nominaciones
| Premio                 | Fecha de ceremonia                              | Categoría                                       | Nominados                                                   | Resultado |
| ---------------------- | ----------------------------------------------- | ----------------------------------------------- | ----------------------------------------------------------- | --------- |
| Premios India Catalina | XVI Premios India Catalina 4 de marzo de 2000   | Mejor actriz de reparto                         | Verónica Orozco                                             | Nominada  |
| Premios India Catalina | XVI Premios India Catalina 4 de marzo de 2000   | Mejor director                                  | Toni Navia                                                  | Nominada  |
| Premios India Catalina | XVI Premios India Catalina 4 de marzo de 2000   | Mejor libreto                                   | Diego Vivanco, Rita Paba                                    | Nominados |
| Premios India Catalina | XVII Premios India Catalina 3 de marzo de 2001  | Mejor dramatizado                               | Mejor dramatizado                                           | Nominado  |
| Premios India Catalina | XVII Premios India Catalina 3 de marzo de 2001  | Mejor actriz principal                          | Verónica Orozco                                             | Ganadora  |
| Premios India Catalina | XVII Premios India Catalina 3 de marzo de 2001  | Mejor director                                  | Toni Navia, Yúldor Gutiérrez                                | Nominados |
| Premios India Catalina | XVII Premios India Catalina 3 de marzo de 2001  | Mejor libreto                                   | Diego Vivanco, Ana María Parra                              | Ganadores |
| Premios India Catalina | XVII Premios India Catalina 3 de marzo de 2001  | Revelación artística                            | Jacques Toukhmanian                                         | Nominado  |
| Premios India Catalina | XVIII Premios India Catalina 2 de marzo de 2002 | Mejor dramatizado                               | Mejor dramatizado                                           | Ganador   |
| Premios India Catalina | XVIII Premios India Catalina 2 de marzo de 2002 | Mejor director                                  | Yúldor Gutiérrez                                            | Ganador   |
| Premios India Catalina | XVIII Premios India Catalina 2 de marzo de 2002 | Mejor libreto                                   | Diego Vivanco, Ana María Parra                              | Nominados |
| Premios India Catalina | XVIII Premios India Catalina 2 de marzo de 2002 | Revelación artística                            | Mónica Lopera                                               | Ganadora  |
| Premios India Catalina | XVIII Premios India Catalina 2 de marzo de 2002 | Revelación artística                            | Aída Bossa                                                  | Nominada  |
| Premios India Catalina | XIX Premios India Catalina 1 de marzo de 2003   | Mejor actriz de reparto                         | Diana Ángel                                                 | Ganadora  |
| Premios India Catalina | XIX Premios India Catalina 1 de marzo de 2003   | Mejor actor de reparto                          | Julián Román                                                | Ganador   |
| Premios India Catalina | XIX Premios India Catalina 1 de marzo de 2003   | Mejor director                                  | Yúldor Gutiérrez                                            | Nominado  |
| Premios India Catalina | XIX Premios India Catalina 1 de marzo de 2003   | Mejor libreto                                   | Diego Vivanco, Ana María Parra, Fernán Rivera, Elkin Ospina | Nominados |
| Premios TVyNovelas     | IX Premios TVyNovelas 28 de abril de 2000       | Mejor serie                                     | Mejor serie                                                 | Ganadora  |
| Premios TVyNovelas     | IX Premios TVyNovelas 28 de abril de 2000       | Mejor actriz protagónica de serie               | Alejandra Borrero                                           | Nominada  |
| Premios TVyNovelas     | IX Premios TVyNovelas 28 de abril de 2000       | Mejor actor protagónico de serie                | Luis Mesa                                                   | Ganador   |
| Premios TVyNovelas     | IX Premios TVyNovelas 28 de abril de 2000       | Mejor libretista de telenovela o serie          | Diego Vivanco, Ana María Parra                              | Nominados |
| Premios TVyNovelas     | IX Premios TVyNovelas 28 de abril de 2000       | Mejor tema musical                              | El Revoliático                                              | Ganador   |
| Premios TVyNovelas     | X Premios TVyNovelas 24 de abril de 2001        | Mejor serie                                     | Mejor serie                                                 | Ganadora  |
| Premios TVyNovelas     | X Premios TVyNovelas 24 de abril de 2001        | Mejor actor protagónico de serie                | Luis Mesa                                                   | Ganador   |
| Premios TVyNovelas     | XI Premios TVyNovelas 10 de abril de 2002       | Mejor serie                                     | Mejor serie                                                 | Ganadora  |
| Premios TVyNovelas     | XI Premios TVyNovelas 10 de abril de 2002       | Mejor actriz protagónica de serie               | Diana Ángel                                                 | Nominada  |
| Premios TVyNovelas     | XI Premios TVyNovelas 10 de abril de 2002       | Mejor actor protagónico de serie                | Luis Mesa                                                   | Nominado  |
| Premios TVyNovelas     | XI Premios TVyNovelas 10 de abril de 2002       | Mejor director de telenovela o serie            | Yúldor Gutiérrez                                            | Nominado  |
| Premios TVyNovelas     | XI Premios TVyNovelas 10 de abril de 2002       | Mejor libretista de telenovela o serie          | Diego Vivanco y Sandra Rita Paba                            | Nominados |
| Premios TVyNovelas     | XII Premios TVyNovelas 2 de abril de 2003       | Mejor serie                                     | Mejor serie                                                 | Ganadora  |
| Premios TVyNovelas     | XII Premios TVyNovelas 2 de abril de 2003       | Mejor actriz protagónica de serie               | Diana Ángel                                                 | Ganadora  |
| Premios TVyNovelas     | XII Premios TVyNovelas 2 de abril de 2003       | Mejor actor protagónico de serie                | Ricardo Vélez                                               | Ganador   |
| Premios TVyNovelas     | XII Premios TVyNovelas 2 de abril de 2003       | Mejor actriz de reparto                         | Mónica Lopera                                               | Nominada  |
| Premios TVyNovelas     | XII Premios TVyNovelas 2 de abril de 2003       | Actriz revelación del año de telenovela o serie | Aída Bossa                                                  | Ganadora  |
| Premios TVyNovelas     | XII Premios TVyNovelas 2 de abril de 2003       | Actriz revelación del año de telenovela o serie | Katty Rangel                                                | Nominada  |
| Premios TVyNovelas     | XII Premios TVyNovelas 2 de abril de 2003       | Actor revelación del año de telenovela o serie  | Lucas Velázquez                                             | Ganador   |
| Premios TVyNovelas     | XII Premios TVyNovelas 2 de abril de 2003       | Mejor director de telenovela o serie            | Yúldor Gutiérrez                                            | Ganador   |
| Premios TVyNovelas     | XII Premios TVyNovelas 2 de abril de 2003       | Mejor libretista de telenovela o serie          | Diego Vivanco, Ana María Parra, Fernán Rivera, Elkin Ospina | Nominados |
| Premios TVyNovelas     | XIII Premios TVyNovelas 22 de abril de 2004     | Mejor serie                                     | Mejor serie                                                 | Ganadora  |
| Premios TVyNovelas     | XIII Premios TVyNovelas 22 de abril de 2004     | Mejor actriz protagónica de serie               | Diana Ángel                                                 | Ganadora  |
| Premios TVyNovelas     | XIV Premios TVyNovelas 14 de abril de 2005      | Mejor serie                                     | Mejor serie                                                 | Nominada  |